# Viva ao Vivo em Salvador
Viva ao Vivo em Salvador é o quinto álbum ao vivo do cantor e compositor brasileiro Luan Santana. A gravação do show ocorreu no dia 19 de maio de 2019 no Parque de Exposições de Salvador, na Bahia. Foi lançado no dia 22 de agosto de 2019 pela Som Livre. O show contou com um palco de 100 metros e um cenário com um grande fóssil mecânico, uma figura híbrida de 66 metros e estrutura de 22 toneladas. 

## Faixas
| N.º            | Título                                                                                    | Compositor(es)                                                                                      | Duração  |  |
| 1.             | "Choque Térmico"                                                                          | Marco Carvalho / Tierry Coringa                                                                     | 3:01     |  |
| 2.             | "Quando a Bad Bater"                                                                      | Luan Santana                                                                                        | 3:00     |  |
| 3.             | "Sofrendo Feito um Louco"                                                                 | Vinicius Poeta / Daniel Caon                                                                        | 2:47     |  |
| 4.             | "Mendigando Amor"                                                                         | Santana / Dudu Borges / Jorge Barcelos                                                              | 2:53     |  |
| 5.             | "Ignore"                                                                                  | Nego Joe                                                                                            | 3:08     |  |
| 6.             | "Água com Açúcar"                                                                         | Bruno Caliman, Raffa Torres                                                                         | 4:09     |  |
| 7.             | "Meu Investimento"                                                                        | Escandurras                                                                                         | 3:04     |  |
| 8.             | "Princesa não Levanta"                                                                    | Santana / Borges / Escandurras / Carvalho                                                           | 3:13     |  |
| 9.             | "Moça Chique"                                                                             | Raynner Sousa / D'Stefany / Israel / Rodolffo                                                       | 3:06     |  |
| 10.            | "Motel Paraíso"                                                                           | Marlucy Ferreira / Bruno Silva / Thiago / Graciano                                                  | 3:19     |  |
| 11.            | "Tática Infalível"                                                                        | Elizandra Santos                                                                                    | 3:18     |  |
| 12.            | "Puxando o Rodo"                                                                          | Daniel Damasceno / Dyliel                                                                           | 3:05     |  |
| 13.            | "Cê Vai Perder Essa Mulher"                                                               | Rapha Lucas                                                                                         | 3:00     |  |
| 14.            | "Flores, Amor e Pudim"                                                                    | Matheus Santos                                                                                      | 3:55     |  |
| 15.            | "Boa Memória"                                                                             | Fred / Gustavo / Marco Aurélio / Márcia Araújo                                                      | 3:34     |  |
| 16.            | "A"                                                                                       | Luan Santana, Bruno Caliman, Raffa Torres, Dudu Borges                                              | 3:20     |  |
| 17.            | "Pot-Pourri: Te Vivo / Sinais / Você Não Sabe o Que É Amor / Meteoro / Amar Não É Pecado" | Santana, Thiago Servo / Santana / Sorocaba / Sorocaba / Fred, Gustavo, Marco Aurélio, Márcia Araújo | 7:21     |  |
| 18.            | "Acordando o Prédio"                                                                      | Douglas Cezar                                                                                       | 4:16     |  |
| 19.            | "Sofazinho"                                                                               | Santana / Cezar / Caco Nogueira / Borges                                                            | 3:10     |  |
| 20.            | "Vingança"                                                                                | Matheus Aleixo / Felipe Oliver                                                                      | 3:33     |  |
| Duração total: | Duração total:                                                                            | Duração total:                                                                                      | 01:19:28 |  |

## Músicos participantes
- Tiago Moraes - baixo elétrico
- Luan Murilho e Gabriel Lolli - guitarra e violão
- Diego Jean Vicente - bateria
- Paulo Silva "Peixe" - teclados
- Alê di Viera - percussão
- Jeff Villalva - acordeom